# Vannecourt

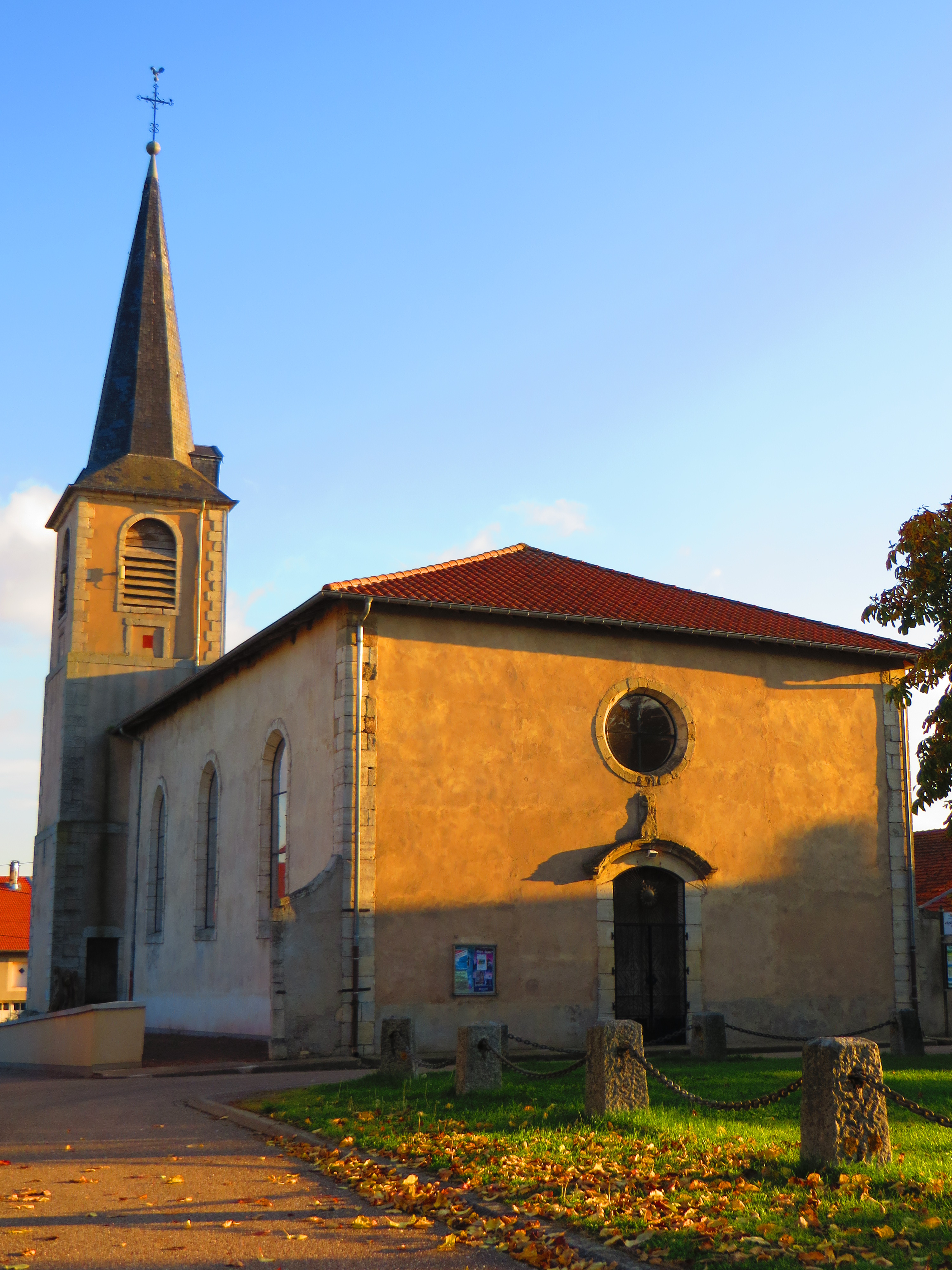
Kirche St. Denis

Vannecourt ist eine französische Gemeinde mit 69 Einwohnern (Stand 1. Januar 2022) im Département Moselle in der Region Grand Est (bis 2015 Lothringen).

## Geographie
Die Gemeinde liegt sieben Kilometer nördlich von Château-Salins auf einer Anhöhe, 38 Kilometer südöstlich von Metz und 34 Kilometer nordöstlich von Nancy.

## Geschichte
Der Ort wurde erstmals 777 als Warnugo curtis erwähnt und steht, wie archäologische Funde zeigen, auf dem Terrain einer Niederlassung aus der Römerzeit.
Das Dorf war lothringisch und wurde 1766 zusammen mit Lothringen Frankreich angegliedert. Durch den Frieden von Frankfurt vom 10. Mai 1871 kam die Region an Deutschland und Vannecourt wurde dem Kreis Château-Salins, Bezirk Lothringen, im Reichsland Elsaß-Lothringen zugeordnet.
Nach dem Ersten Weltkrieg musste die Region aufgrund der Bestimmungen des Versailler Vertrags an Frankreich abgetreten werden. Im Zweiten Weltkrieg war die Region von der deutschen Wehrmacht besetzt.
Während des Ersten Weltkrieges (1915 bis 1918) und im Zweiten Weltkrieg (Juni 1940 bis Herbst 1944) wurde der verdeutschte Name Warnhofen verwendet.

### Bevölkerungsentwicklung
| Jahr      | 1962 | 1968 | 1975 | 1982 | 1990 | 1999 | 2007 | 2019 |
| Einwohner | 60   | 82   | 77   | 66   | 83   | 60   | 85   | 74   |